# روبرت ر. باتلر
روبرت ر. باتلر (بالإنجليزية: Robert R. Butler)‏ هو محامي وقاضي وسياسي أمريكي، ولد في 24 سبتمبر 1881 في الولايات المتحدة، وتوفي في 7 يناير 1933 في نفس البلد. حزبياً، نشط في الحزب الجمهوري. وقد انتخب عضو مجلس ولاية أوريغون وانتخب عضو مجلس النواب الأمريكي.